# Хатаев, Арслан
Арслан Хатаев (род. 6 июля 1998, Россия) — финский боксёр. Чемпион Финляндии (2019, 2022) в любителях.

## Биография
Родился в России. Чеченец.

## Любительская карьера
В 2015 году Хатаев стал серебряным призёром чемпионата Европы среди молодёжи в категории до 56 кг. По состоянию на начало 2022 года провёл 147 любительских боёв, из которых 108 выиграл, 38 проиграл и один свёл вничью.

### Чемпионат Финляндии 2019
Выступал в лёгкой весовой категории (до 60 кг). В четвертьфинале победил Керима Кадырова. В полуфинале победил Ласси Риссанена. В финале победил Сантери Кемппайнена.

### Европейские игры 2019
Выступал в лёгкой весовой категории (до 60 кг). В 1/16 финала проиграл турку Хакану Догану.

### Чемпионат мира 2019
Выступал в полулёгкой весовой категории (до 57 кг). В 1/32 финала победил гайанца Кевина Алликока. В 1/16 финала досрочно победил Фариса Аль-Мутаани из Саудовской Аравии. В 1/8 финала проиграл индийцу Кавиндеру Бишту.

### Чемпионат мира 2021
Выступал в лёгкой весовой категории (до 60 кг). В 1/32 финала победил израильтянина Бишару Саббара. В 1/16 финала победил монгольца Тулгу Аюнбаатара. В 1/8 финала победил азербайджанца Тайфура Алиева. В четвертьфинале проиграл доминиканцу Алекси Де Ла Крусу.

### Чемпионат Европы 2022
Выступал в лёгкой весовой категории (до 60 кг). В 1/8 финала проиграл ирландцу Джону Хейлу.

### Чемпионат Финляндии 2022
Выступал в лёгкой весовой категории (до 60 кг). В финале победил Ораифи Али.

## Профессиональная карьера
Дебютировал на профессиональном ринге 26 августа 2023 года. Победил по очкам.

## Статистика боёв
В таблице перечислены результаты всех поединков боксёров.
В каждой строке указан результат поединка. Дополнительно номер поединка обозначен цветом, который обозначает итог поединка. Расшифровка обозначений и цветов представлена в нижеследующей таблице.
| Пример | Расшифровка                     |
| ------ | ------------------------------- |
|        | Победа                          |
|        | Ничья                           |
|        | Поражение                       |
|        | Планируемый поединок            |
|        | Поединок признан несостоявшимся |
| КО     | Нокаут                          |
| ТКО    | Технический нокаут              |
| PTS    | Решение судей (по очкам)        |
| UD     | Единогласное решение судей      |
| MD     | Решение большинства судей       |
| SD     | Раздельное решение судей        |
| RTD    | Отказ от продолжения боя        |
| DQ     | Дисквалификация                 |
| NC     | Поединок признан несостоявшимся |

| Бой | Дата            | Соперник                    | Место проведения                                                             | Результат | Примечание                        |
| --- | --------------- | --------------------------- | ---------------------------------------------------------------------------- | --------- | --------------------------------- |
| 3   | 27 января 2024  | Дионис Мартинес (9-49-5)    | Pabellon Gines Alenda, Сан-Висенте-дель-Распеч, сообщество Валенсия, Испания | RTD3 (6)  | Мартинес в нокдауне в 3-м раунде. |
| 2   | 20 октября 2023 | Жан Карлос Эрнандес (8-7-1) | Pabellon Ciudad de Castellon, Castellon, сообщество Валенсия, Испания        | KO3 (6)   |                                   |
| 1   | 26 августа 2023 | Рональд Олквера (1-0)       | Varisilma, Киркконумми, Финляндия                                            | UD6 (6)   | Счёт: 60-55, 59-56, 59-55.        |
| Бой | Дата            | Соперник                    | Место проведения                                                             | Результат | Примечание                        |

## Титулы и достижения
- 2019  Чемпион Финляндии в лёгком весе (до 60 кг).
- 2022  Чемпион Финляндии в лёгком весе (до 60 кг).